# Battaglia di Baghdad (2003)
La battaglia di Baghdad, conosciuta anche come caduta di Baghdad, è stata un'operazione militare avvenuta durante i primi giorni di aprile del 2003, come parte della Seconda guerra del Golfo.

## Panoramica
Tre settimane dopo l'invasione dell'Iraq da parte delle forze terrestri della Coalizione multinazionale in Iraq, guidati dalla 3ª Divisione di fanteria tali unità si mossero verso Baghdad. Gli Stati Uniti dichiararono la vittoria il 14 aprile e il 1º maggio il presidente statunitense George W. Bush pronunciò il discorso con la frase Missione compiuta.
Baghdad subì seri danni alle sue infrastrutture civili, alla sua economia e al suo patrimonio culturale durante la battaglia, in seguito alla quale si verificarono incendi dolosi e saccheggi. Durante la battaglia, l'ospedale Al-Yarmouk situato nella parte sud della città vide un costante afflusso di feriti stimati in 100 per ora.
Nella Biblioteca di Bagdad sono andati distrutti dieci milioni di documenti storici ottomani. Gian Luigi Beccaria scriverà «l’identità dell’Iraq è cancellata»
Oltre 2 000 soldati iracheni persero la vita durante la battaglia, mentre la coalizione lamentò la perdita di 34 uomini. Dopo la caduta di Baghdad, le forze della coalizione presero Kirkuk il 10 aprile e Tikrit, città natale di Saddam Hussein il 15 aprile.